# JR北海道KiHa 201系柴聯車
JR北海道KiHa 201系柴聯車（日语：／ kiha201kei kidōsha ?）是日本的一種倾斜式柴聯車，自1997年起由北海道旅客鐵道使用於北海道札幌與郊区。 本型車设计为可与JR北海道731系電聯車編組運轉，因此許多地方相同，包括外观，内部布局，车体和控制系统。這是日本唯一的常規柴聯車-電聯車編組；不管是哪種車輛作為先頭車都可以操控整列列車。为了与强大與快速的電聯車配合運轉，本型車使用由川崎重工设计，用於JR北海道261系柴聯車的气动倾斜转向架。   

## 設計

### 車體

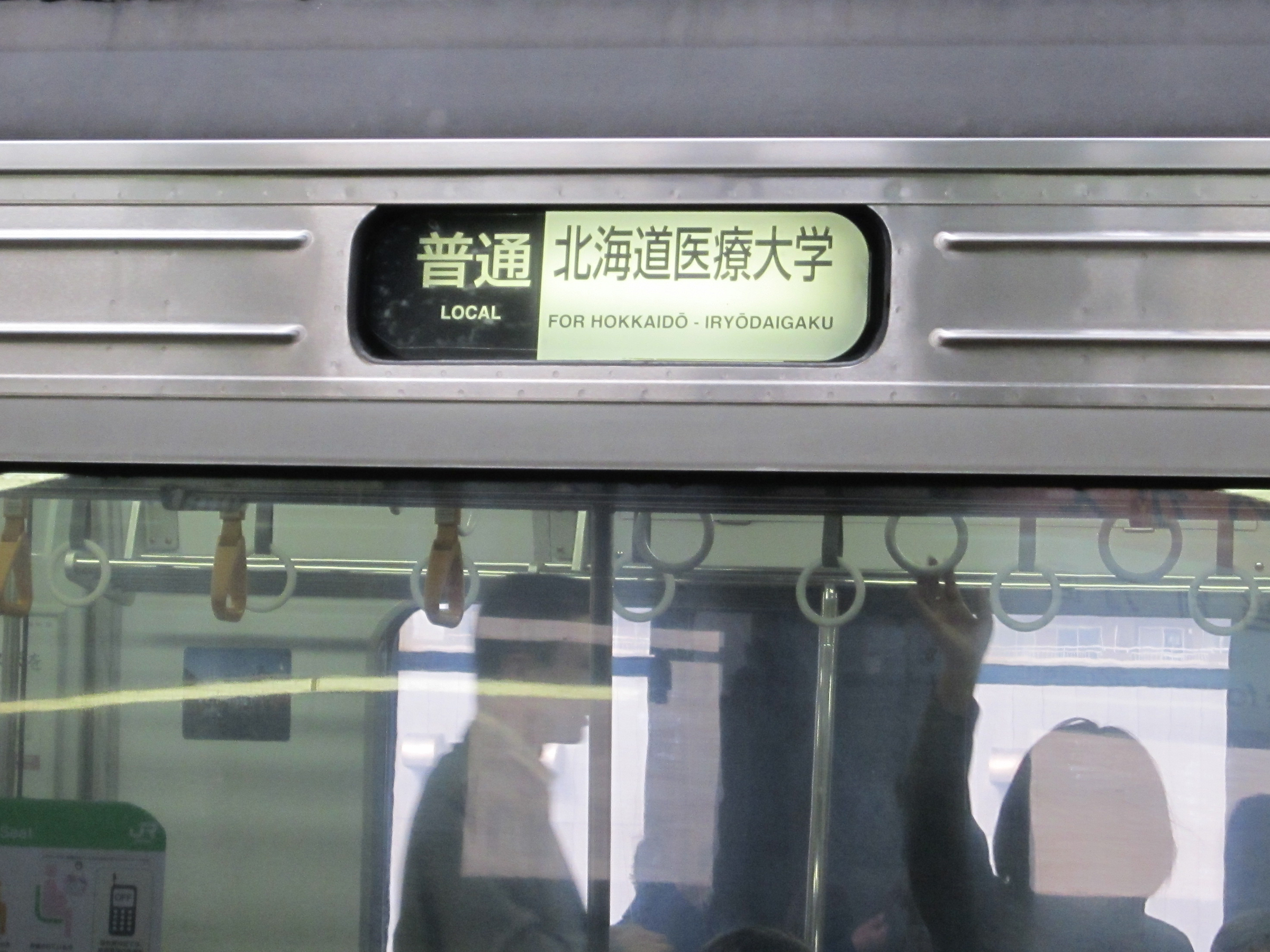
車側的終點指示器。本型車於2012年10月起不再行駛於札沼線（學園都市線）。

外觀與731系列一樣，但車頂和底盤下的設備不同。採用不鏽鋼製輕量化車體，端面為普通鋼製。由於使用車體傾斜裝置，車體橫截面向上逐漸變窄。每側三個車門，有效寬度為1,150毫米。
與731系列一樣，端面為普通鋼製但有衝擊吸收設計，有貫通門，駕駛室挑高。車燈與車廂間的遮蓋設施設計也一樣。
車輛側面塗裝為JR北海道淺綠條紋下方加添一條藍色帶，端面則僅有藍色色帶。端面頂部的車種指示器和側面的終點指示器均採布幕式。

### 機器
札幌地區列車需求為最高速度130公里/小時，起動加速度2.2公里/小時/秒的起步加速度。因此每輛車需要900匹馬力的輸出，故配備兩部直噴式N-DMF13HZE柴油引擎（額定輸出450ps/2,100rpm，渦輪增壓），於是最高時速與731系電聯車同為130公里/小時（彎道通過速度=路線限速+10 公里/小時），起動加速度（0-60 公里/小時）達2.2公里/小時/秒。
為確保行駛山地路線的性能以及過彎重新加速能力，變速機為液聯1速、直聯4速。
轉向架與731系電聯車基本上相同，為帶有阻尼器的軸樑式無搖枕轉向架（N-DT201型），富有車體傾斜裝置。
煞車系統也與731系電聯車相同，有多模式防滑附著控制，採用電氣指令式空氣煞車和引擎排氣煞車的組合。基本煞車系統為輪面煞車，採用苗穗工廠生產的高黏性合成鑄鐵閘瓦，可在所有天氣條件下使列車在600公尺內從時速130公里完全煞停。
冷氣安裝於車頂（30,000 kcal/h）。
由於與731系電聯車併聯運轉，控制電壓為共通的100伏特，也有共通的接地系統與防電措施。

#### 車体傾斜装置
雖然配備了優秀的動力裝置以求能與731系電聯車行駛時間相同，但不可否認的是，柴聯車在中速範圍內加速較差。與電聯車併聯運轉時，因為運行阻力較低，此問題不大；但單獨運行時表現就不容易與電聯車相比。
為了減少通過彎道時的離心力，並在不犧牲乘坐舒適性的情況下實現高速通過彎道，以提升通勤列車的行駛速度，採用了川崎重工開發的空氣彈簧式車體傾斜裝置。
安裝在先頭車上的陀螺儀感測器（角速度感測器）可偵測車輛的橫擺角速度和行駛速度。接近彎道時，利用偵測到的橫擺角速度和行駛速度計算彎道的方向和角度，並由內建加速度感知器偵測橫向加速度，以計算傾斜角度，調整轉向架空氣彈的內壓，使車身傾斜可達2度。本型車通過彎道速度比一般車輛快10至25公里/小時。在開發過程中，是使用 Kiha 150 型柴聯車進行測試。
由於北海道鐵道事故頻傳，目前本型車與Kiha 261系柴聯車都已停止使用車身傾斜裝置。

## 編成
每編組有三輛車，共四個編組（D-101–104），如下所示。
| 車型      | Mc1          | M            | Mc2          |
| 编号      | KiHa 201-100 | KiHa 201-200 | KiHa 201-300 |
| 重量（t） | 40.0         | 38.0         | 40.0         |
| 容量/座位 | 141/50       | 153/52       | 141/50       |

## 內部
內裝採用長條式座椅（設定每人寬度455mm，出入口附近座位可收起）。为了增加載客量與縮短乘客上下車時間，首次採用半自動方式由按鈕控制開閉的車門，使用紅外線加熱暖房設施（包括溫風、固定遠紅外線加熱），取消客艙隔板，在乘客門上方和左右安裝氣簾，取代先前北海道火车常用的保暖裝置（例如為了保持车厢温暖的車門玄關）。自動廣播系統、車門上方三色LED車內資訊顯示器等，皆與731系電車相同。
然而731系電聯車編組中，岩見澤方向首輛車（Tc1車）和小樽方向首輛車（Tc2車）設有日式廁所設有輪椅空間，本型車則是設置在中間車（M車，KiHa 201-200）。  。
駕駛台採用類似731系電聯車採用的左手操作單手柄控制裝置，監控裝置為觸控式彩色液晶顯示器。也配備有與電聯車併聯運轉時的相關設備。

## 历史

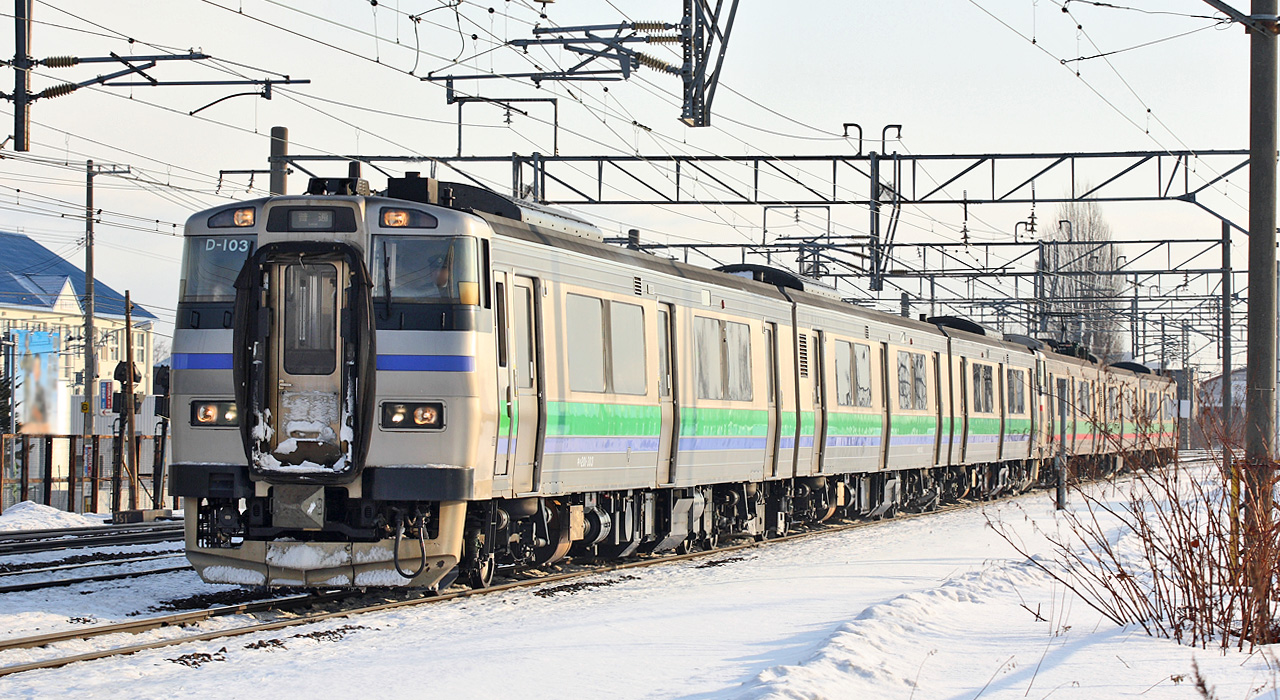
KiHa 201系柴聯車與731系電聯車一起运行，2009年1月

1996年12月富士重工交付第一組車给苗穗車輛基地，从1997年3月22日改點開始由四組車進行營運。
在2002年6月至9月之间安装了聚碳酸酯玻璃窗罩。 

## 服务
本型車用於函馆本线的蘭越町、札幌、江別之間的通勤列車以及石狩通勤快車（Ishikari Liner）與新雪谷通勤快車（Niseko Liner）。本型車亦曾行駛於尚未電氣化的札沼线（2012年之前）與千岁线 。目前每天僅有一班車與731系電聯車重聯運轉。 
与JR北海道的其他柴聯車不同，本型車並未配備駕駛人單人操作的設備。就算行駛於大多數列車僅由駕駛員單人操作的路線（例如未電化前的札沼线），本型車還是需要有車長值勤。